# اميدتشة (سردابة)
امیدتشة (بالفارسية: امیدچه) هي قرية تقع في إيران في أردبيل. يقدر عدد سكانها بـ 1,710 نسمة .